# (6397) 1991 BJ
(6397) 1991 BJ là một tiểu hành tinh vành đai chính. Nó được phát hiện bởi Tsutomu Hioki và Shuji Hayakawa ở Okutama, Nishitama District, Tokyo, Nhật Bản, ngày 17 tháng 1 năm 1991.